# Lechriodus
Lechriodus es un género de anfibios anuros de la familia Limnodynastidae que se encuentra al este de Australia, Indonesia y Nueva Guinea. 

## Especies
Incluye cuatro especies:
- Lechriodus aganoposis (Zweifel, 1972)
- Lechriodus fletcheri (Boulenger, 1890)
- Lechriodus melanopyga (Doria, 1875)
- Lechriodus platyceps (Parker, 1940)